# Бела II
Бела II (Бела Слепой; венг. II. (Vak) Béla, серб. Бела II); 1108 — 13 февраля 1141) — венгерский король из династии Арпадов.

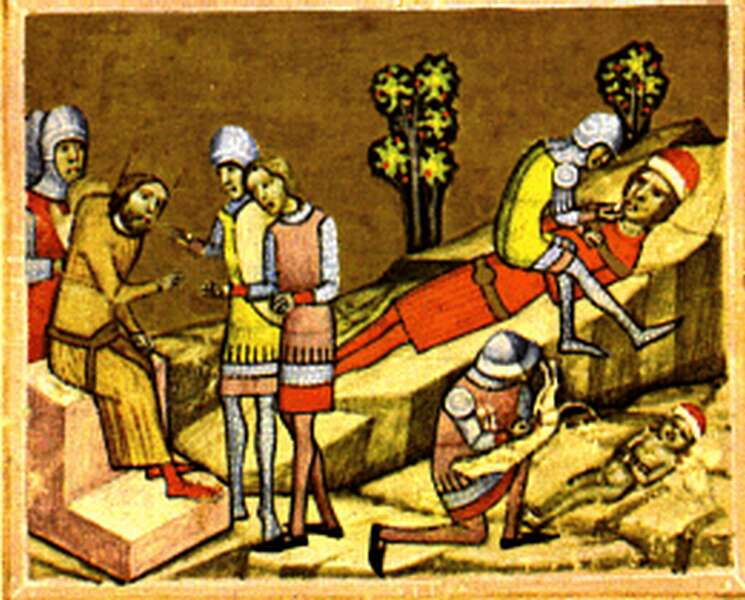
Ослепление Альмоша и Белы

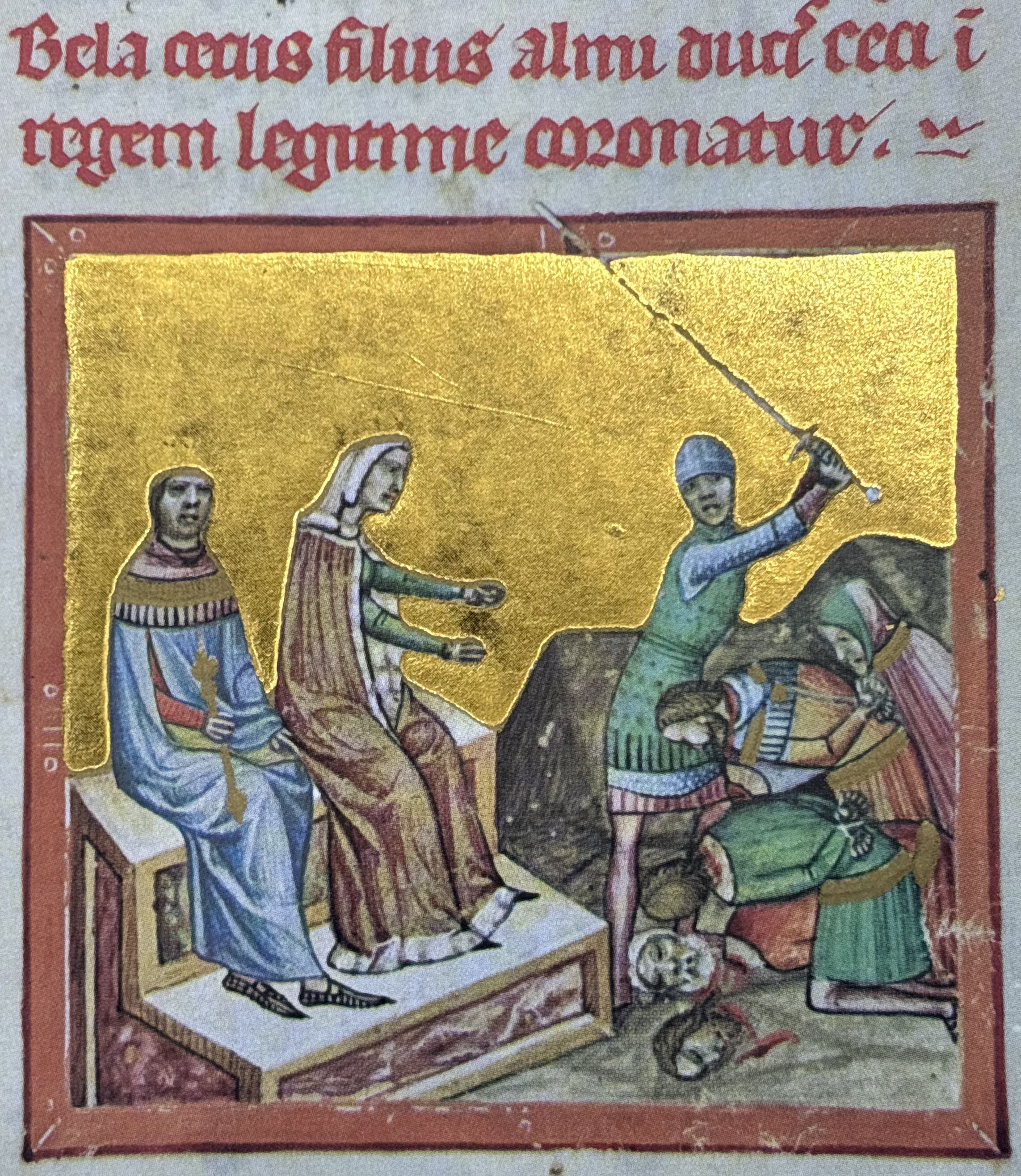
«Кровавое собрание» в Араде, 1131. Миниатюра из Венгерской иллюстрированной хроники. На троне — король Бела II и его жена Илона Сербская.

## Биография

### Ослеплённый мальчик
В возрасте около 7 лет (1115) Бела жестоко пострадал из-за своего отца, принца Альмоша. Обозлённый периодическими попытками Альмоша свергнуть его с престола, правивший в то время король Кальман I Книжник (старший брат Альмоша) велел ослепить его, а заодно с ним и своего малолетнего племянника Белу, и заточить обоих в монастырь в Дёмёше, возле Эстергома. Альмош не успокоился даже после ослепления, снова попытался поднять бунт (1126), снова потерпел неудачу и вынужден был бежать в Византию, где и умер (1127). Кальман завещал престол своему сыну Иштвану (1116). Маленького Белу спрятали монахи. Слабый здоровьем король Иштван II не имел детей и, как свидетельствуют летописи, был рад узнать под конец своей жизни, что его ослеплённый кузен Бела жив и до сих пор находится на территории Венгрии. Иштван II разыскал Белу, пожаловал его земельными владениями в Тольне, сосватал за него княжну Илону Сербскую — дочь Уроша I Вукановича, жупана Сербского княжества Рашка, и объявил своим наследником.

### Правление

#### Восшествие на трон. Арадская бойня
По случаю коронации Белы II возле города Арада было созвано государственное собрание (országgyűlés), на которое пригласили всю венгерскую знать (1131 год). Церемония присяги новому королю переросла в расправу над всеми, кто был заподозрен в соучастии в ослеплении Белы и его отца. В летописях говорится о 68 казнённых, а также содержатся намеки на то, что ответственность за идею и осуществление этой расправы лежит, главным образом, на королеве Илоне.

#### Война с Борисом Коломановичем
В самом начале правления Белы его слепотой пытался воспользоваться предполагаемый родич Борис, внук Владимира Мономаха, выдавшего свою дочь Евфимию замуж за Венгерского короля Кальмана Книжника. Однако после того как Евфимия родила сына Бориса, король Коломан отказался признать его своим, обвинил жену в супружеской неверности и отправил её назад к отцу, вместе с сыном.
Борис счёл переход венгерской короны к слепому королю удобным моментом для того, чтобы предъявить собственные права на престол, и, заручившись поддержкой польского короля Болеслава III, вторгся в Венгрию. Короля Белу поддержали австрийцы, правящий дом которых был связан династическими узами с семейством Белы (Бела II выдал свою сестру Хедвиг (Ядвигу) замуж за старшего сына Австрийского маркграфа Леопольда III). Накануне решающей битвы королева Илона потребовала, чтобы вся венгерская знать признала Бориса незаконнорождённым. Те, кто отказался это сделать, были казнены. 
22 июля 1132 года произошло сражение на реке Шайо.  Победа осталась за австро-венгерским войском, Борис спасся, но серьёзной угрозы для правления Белы более не представлял.

#### Внешняя политика
Будучи слепым, король Бела II вынужден был делить власть со своими приближёнными и, прежде всего, со своей супругой, королевой Илоной, и её братом Белошем, которого она назначила главнокомандующим королевской армией. Под началом Белоша венгерское войско вновь присоединило к территории королевства часть Далмации (1136) и захватило Боснию (1137), герцогом которой был назначен малолетний королевский сын Ласло.
В 1139 году 30-тысячное Венгерское войско приняло участие в междоусобной войне русских князей. Венгры осаждали Чернигов в составе армии Киевского князя Ярополка, сына Мономаха. Черниговский князь Всеволод Ольгович вынужден был просить мира.
Король Бела II не участвовал в этом походе: отстранённый от государственных дел, он искал утешения и развлечения в вине и умер 13 февраля 1141 года от последствий пьянства. Новым королём Венгрии был провозглашён старший сын Белы Геза II.